# Kloster Reinfeld
Kloster Reinfeld (Purus campus) war ein Zisterzienserkloster in Reinfeld in Holstein.

## Geschichte

### Bis zur Reformation
Kloster Reinfeld wurde im Jahr 1186 auf Veranlassung von Graf Adolf III. von Holstein als Kloster Sancta marie in rineulde gegründet. Am 10. Mai 1189 unterzeichnet Kaiser Friedrich I. Barbarossa in Regensburg eine Gründungsurkunde. Im November 1190 zog der erste Abt Hartmannus mit zwölf Mönchen aus dem Mutterkloster Kloster Loccum in die provisorischen Holzbauten ein. Erst danach begann der Bau der steinernen Gebäude an der Heilsau. Die Kirche wurde am 15. Juli 1237 geweiht. Es handelte sich vermutlich um eine Backsteinbasilika mit Dachreiter, wie sie typisch ist für die Kirchbauten der Zisterzienser und sich beispielsweise in Løgumkloster erhalten hat.
Das Kloster entwickelte sich dank der Weitsicht seiner Äbte rasch zu einem der reichsten und angesehensten Klöster in Norddeutschland mit umfangreichem Landbesitz bis hin in das Baltikum und wertvollen Beteiligungen an der Saline Lüneburg. Das Kloster besaß auch die Patronatsrechte über die Kirchen von Zarpen und Klein Wesenberg, die von der Klosterbauhütte errichtet wurden. Die Mönche legten zahlreiche Teiche an, welche sie spätestens seit 1196 zur Karpfenzucht nutzten, und begründeten damit die Herkunftsbezeichnung Holsteiner Karpfen. Die damals bis zu 60 Karpfenteiche reichten jedoch nicht aus, den Fischbedarf des Klosters zu decken, so dass zur Versorgung der Mönche zusätzlich noch größere Mengen Seefisch aus Lübeck hinzugekauft werden mussten. Das reiche Kloster verfügte über ein Stadthaus/Wirtschaftshof im benachbarten Lübeck, die An der Obertrave zwischen Marles- und Dankwartsgrube belegene Residenz Im Reinfeld. Auch politisch hatte es einigen Einfluss, da der Abt von den Lübecker Bischöfen und den Holsteiner Herzögen mit der Beurkundung von Verträgen beauftragt wurde.
Das Kloster besaß eine reichhaltige Bibliothek. Um 1440 verfasste Abt Friedrich den Abtsspiegel (Speculum Abbatis). In drei Bänden hielt er die reformierten Klosterregeln sowie den Besitz und die Wirtschaft des Klosters fest. Das auf Pergament verfasste Buch ist mit kunstvoll gestalteten Initialen geschmückt. Es befindet sich heute in der Königlichen Bibliothek in Kopenhagen. Abt Friedrichs Schilderungen zufolge lebten zu dieser Zeit 60 Fratres (52 Priester und 8 Laienbrüder) im Kloster. Für diesen großen Konvent wurden die Klostergebäude erneuert und erweitert. Der Reinfelder Abt war auch für die Nonnen des Zisterzienserinnenklosters Harvestehude zuständig.
Während der Grafenfehde wurde das Kloster 1534 durch den Lübecker Feldherrn Marx Meyer belagert und gebrandschatzt. Zwar konnten trotz Plünderungen Kriegszerstörungen vermieden werden, doch der sumpfige Untergrund sorgte für dauernden Reparaturbedarf. Mit Verweis auf nötige Baumaßnahmen verweigerte Abt Otto 1550 König Christian III. die Abgabe von Baumaterialien. Besonders das Herrenhaus zur Beherbergung vornehmer Gäste wurde in einem guten Zustand gehalten. Zuletzt wurde noch 1561 eine neue Glocke gegossen.

### Auflösung und Überreste
Der 1542 in Schleswig-Holstein eingeführten Reformation verweigerte sich der Konvent zunächst erfolgreich. Zwar wurde spätestens 1550 ein evangelischer Pastor für die Dorfgemeinde eingestellt, doch die Mönche blieben bei ihren alten Zeremonien. Abt Otto erlangte 1554 sogar vom Kaiser einen Schutzbrief, was das Kloster jedoch nicht vor dem Verlust seiner Ländereien schützte: In den 1560er Jahren wurden die Besitztümer in Pommern, Mecklenburg und Livland von den jeweiligen Landesherren eingezogen. 1567 wurden mehrere zum Kloster gehörenden Dörfer (Woldenhorn (das heutige Ahrensburg), Ahrensfelde, Meilsdorf und Bünningstedt) dem Feldhauptmann Daniel Rantzau überlassen. 1573 versuchte Statthalter Heinrich Rantzau vergeblich seinen Sohn Breide Rantzau als (evangelischen) Abt zu installieren. Zudem eignete er sich Teile der umfangreichen Bibliothek und der Kunstgegenstände an. Nach der Plünderung der Breitenburg 1627 gelangte etliches davon in die kaiserlichen Bibliothek nach Prag.
1582 wurde dann das Kloster selbst unter von dem dem letzten Abt Johann Kule an Herzog Hans den Jüngeren übergeben und säkularisiert. Der Herzog ließ einen Teil der Klostergebäude abreißen und an derselben Stelle in der Zeit von 1599 bis 1604 ein fürstliches Schloss errichten. Dabei dienten dem Herzog von Schleswig-Holstein-Sonderburg die Überreste des Klosterkomplexes als Baumaterial. Aus den Klosterländereien wurde das Amt Reinfeld gebildet, das von Amtmännern verwaltet wurde, die ihren Sitz im Schloss Reinfeld hatten. Von den mittelalterlichen Bauten hat sich nur ein Teil der Klostermauer erhalten. Auch die anstelle des Klosters errichtete Wasserburg wurde nach Aussterben der Linie Schleswig-Holstein-Sonderburg-Plön 1776 abgebrochen.

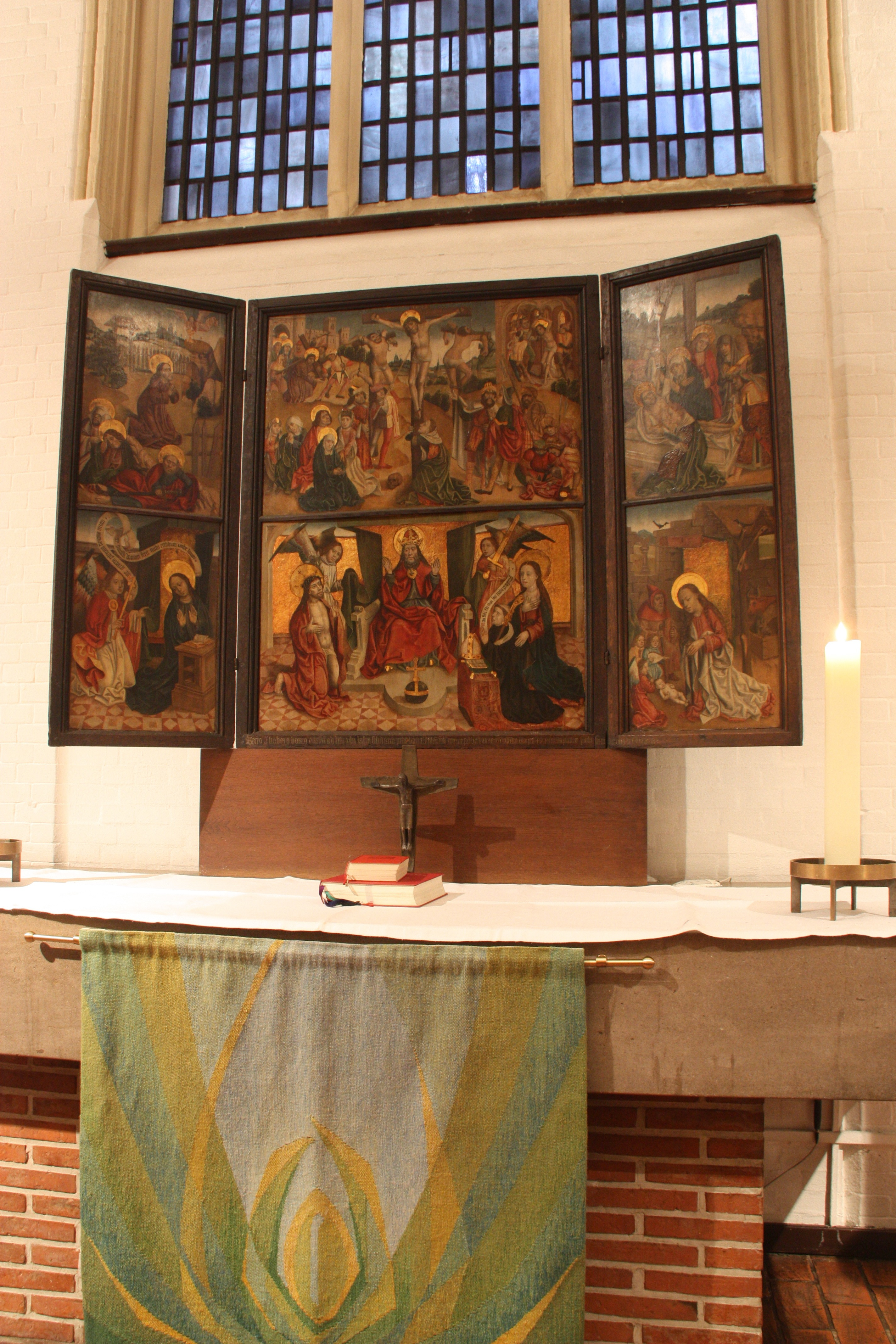
Altarretabel, vermutlich aus der Reinfelder Klosterkirche

Ein Gemäldeflügelaltar, der sich bis 2019 in der Osterkirche in Hamburg-Eilbek und seitdem in der Hamburger Hauptkirche St. Jakobi befindet, stammt möglicherweise aus der Reinfelder Klosterkirche. Er wird Hinrik Funhof oder dessen Werkstatt zugeschrieben. Martin Schröter identifiziert den auf der unterer Hälfte im Mittelschrein vor Gottvater knienden Mönch aufgrund der Ähnlichkeit mit der Darstellung auf der Grabplatte mit dem 1498 verstorbenen Abt Johannes II. von Petershagen. Die ansehnliche Klosterkirche und die letzten erhaltenen Klostergebäude wurden 1635 bei einem Dammbruch des gestauten Herrenteichs komplett zerstört. An ihrer Stelle wurde 1636 aus Baumaterial der zerstörten Kirche eine wesentlich kleinere Kirche auf dem Eichberg überflutungssicher errichtet. Diese Kirche wurde 1940 nach dem 200 Jahre zuvor als Sohn des Reinfelder Pastor geborenen Dichter Matthias Claudius benannt. Als einziges Inventar aus der Klosterkirche neben einigen Grabsteinen befinden sich zwei Glocken im Glockenturm der Matthias-Claudius-Kirche

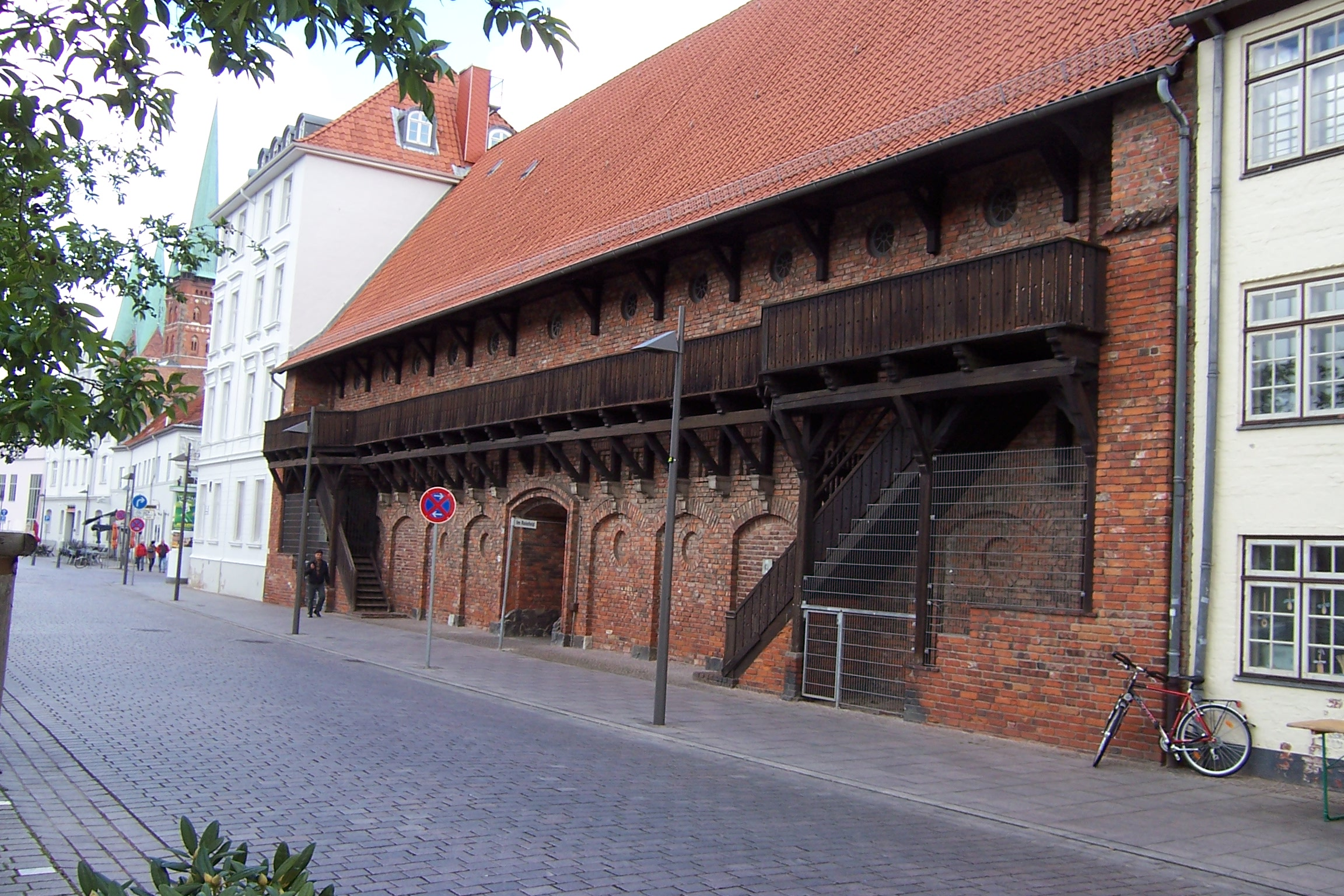
Ein Bunker aus dem 2. Weltkrieg nimmt die Formen des ehemaligen Stadthofs des Klosters wieder auf

Der Stadthof, den das Kloster in Lübeck an der Obertrave unterhielt, wurde nach einem Brand der Kapelle 1821 größtenteils neu aufgeführt. Der zur Obertrave liegende Bauteil wurde 1938 für den Bau eines Luftschutzbunkers abgerissen. Das Bunkergebäude nahm jedoch Formen des alten Gebäudes mit auf.

## Äbte
Das Kloster hatte in den fast vierhundert Jahren seines Bestehens 38 Äbte. Sieben Grabplatten sind erhalten und befinden sich heute an bzw. in der Matthias-Claudius-Kirche.
- Hartmannus, erwähnt in einer Urkunde von 1197, war der erste Abt
- Hartwich von Reventlow, –1380 (Grabplatte an der Außenwand)
- Friedrich, 1432–1460, Verfasser des Abtsspiegels
- Hildebrand, –1483 (Grabplatte in der Nordkapelle)
- Johannes IV. von Petershagen, –1498 (Grabplatte in der Nordkapelle)
- Marquard, –1506 (Grabplatte in der Nordkapelle)
- Georgius, –1508 (Grabplatte an der Außenwand)
- Theoderich, –1526 (Grabplatte in der Nordkapelle)
- Paulus, –1541 (Grabplatte an der Außenwand)
- Otto, –1560
- Joachim, 1560–1567, ließ 1561 eine Glocke gießen, die später in die Matthias-Claudius-Kirche überführt wurde
- Eberhard Munstermann, 1567–1576, wurde als letzter Abt im Kloster begraben
- Johann Kule, 1576–1582, zog nach der Auflösung des Klosters nach Hamburg, wo er noch 1600 lebte